# کاسیوپیا
کاسیوپیا (Cassiopeia,Cassiepeia) (کاسیوپه هم گفته شده است) بنا به روایت اساطیر یونانی، همسر سفیوس پادشاه اتیوپیا و مادر آندرومدا به شمار می‌رود.